# Convention de Nairobi
La Convention de Nairobi pour la protection, la gestion et le développement de l’environnement marin et côtier de la région de l’Afrique de l'Est, dite Convention de Nairobi, signée à Nairobi le 21 juin 1985, constitue le cadre privilégié pour les actions de coopération internationale relatives à la mer dans cette région.